# Алкогольное опьянение
Алкого́льное опьяне́ние (алкогольная интоксика́ция) — состояние опьянения, вызванное воздействием этанола на организм. Может проявляться в виде покраснения кожи лица, говорливости, эйфории, замедленной реакции, несвязной речи, нарушения координации и концентрации. Острая интоксикация может сопровождаться рвотой, делирием и комой.
Механизм воздействия алкоголя на организм не вполне ясен. Разные теории объясняют эффект от употребления алкогольных напитков действием либо самого этанола, либо продуктов его метаболизма, в частности ацетальдегида.

## Метаболизм

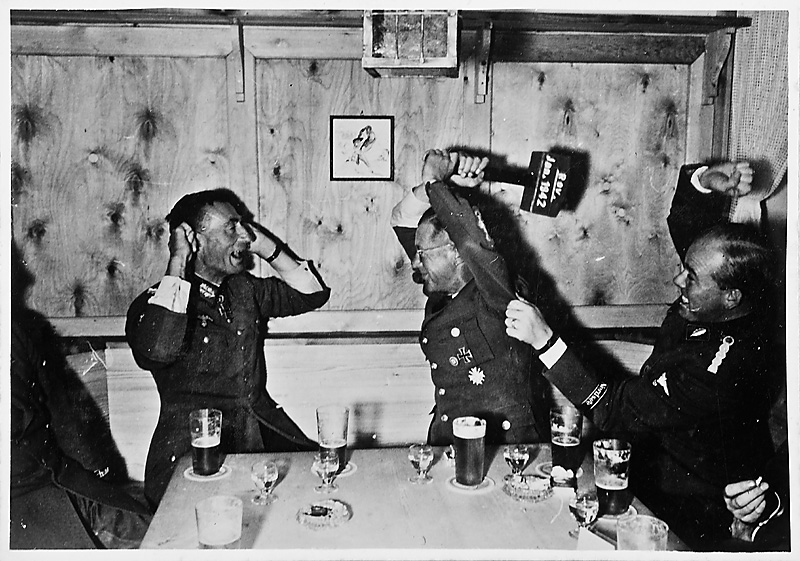
Немецкий генерал-полковник Эдуард Дитль, рейхскомиссар Норвегии Йозеф Тербовен и его советник по экономическим вопросам Отте, Карло в состоянии алкогольного опьянения во время поездки в северную Норвегию в июле 1942 года.

Содержащийся в алкогольных изделиях спирт быстро всасывается в кровь (20 % из желудка и 80 % из кишечника). 100 мл водки усваивается в среднем за 1 час. Спирт избирательно накапливается в головном мозге, где его концентрация на 75 % выше, чем в крови.
Метаболизм этанола у приматов заключается в окислении до ацетальдегида с помощью внутриклеточной алкогольдегидрогеназы и затем с помощью ацетальдегиддегидрогеназы до уксусной кислоты. Данные процессы идут прежде всего в клетках печени.
За час здоровая печень человека перерабатывает около 10 мл алкоголя (в пересчёте на чистый спирт).

## Степени алкогольного опьянения

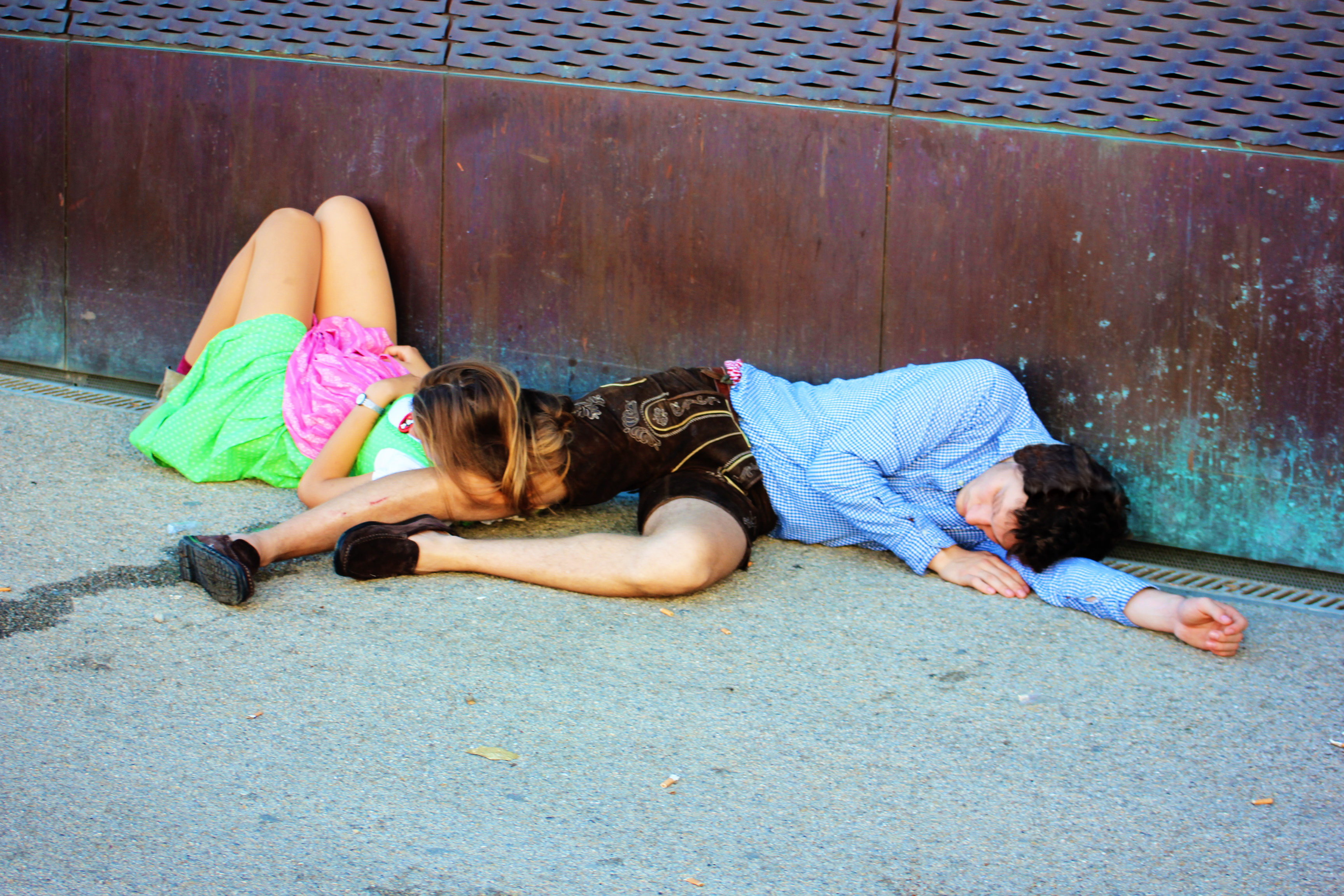
Молодые люди в состоянии алкогольного опьянения (Октоберфест, Мюнхен, 2012 год).

Различают лёгкое, средней тяжести и сильное опьянение. Тяжёлое отравление может привести к коме или смерти. Для взрослых смертельная доза алкоголя — 4—10 г на 1 кг массы тела, для детей — 3 г на 1 кг массы.

### Определение стадии по содержанию спирта в крови
На практике стадию или степень алкогольного опьянения оперативно определяют по содержанию спирта в крови:
- менее 0,3 ‰ — отсутствие влияния алкоголя;
- от 0,3 до 0,5 ‰ — незначительное влияние алкоголя;
- от 0,5 до 1,5 ‰ — лёгкое опьянение;
- от 1,5 до 2,5 ‰ — опьянение средней степени;
- от 2,5 до 3,0 ‰ — сильное опьянение;
- от 3,0 до 5,0 ‰ — тяжёлое отравление алкоголем, может наступить смерть;
- более 5,0 ‰ — смертельное отравление.

### Описание стадий простого опьянения
Лёгкая степень сопровождается психическим комфортом, стремлением к деятельности и желанием говорить. Движения становятся порывистыми и размашистыми, координация движений — нарушенной, а речь более громкой. Мышление становится ускоренным, поверхностным и непоследовательным. Наблюдается усиление аппетита, гиперемия кожных покровов. Постепенно приподнятое настроение сменяется безразличием и вялостью, двигательная активность — расслабленностью, мышление становится более замедленным.
При средней степени опьянения наблюдаются более грубые изменения поведения. Мимика становится невыразительной и скудной, речь — дизартричной (менее членораздельной) и ещё более громкой. Часто человек в этой стадии повторяет одни и те же фразы. Снижается способность критической оценки действий. Движения становятся более неуверенными. Представления — однообразны и образуются с трудом. Затруднено переключение внимания. Возможно возникновение конфликтов, которые усугубляются переоценкой собственной личности. Спустя несколько часов после прекращения приёма алкогольных напитков возникают сухость во рту, жажда, неприятные ощущения в области желудка, сердца и печени, чувство дискомфорта и разбитости. 
Тяжёлая степень характеризуется угнетением сознания — от оглушения, до сопора и комы, рвотой, судорогами, бледностью кожных покровов, может нарушиться дыхание. Часто возникают эпилептиформные припадки, непроизвольные дефекация и мочеиспускание. На период опьянения возникает наркотическая амнезия. После тяжёлой степени опьянения на протяжении нескольких дней сохраняются вегетативные колебания, адинамия, а также дизартрия и атаксия:680.

## Изменённые формы алкогольного опьянения
Изменённые формы алкогольного опьянения обычно встречаются во II стадии алкоголизма.
При наличии у человека сопутствующей психической патологии либо определённых личностных и характерологических черт алкогольное опьянение может принимать следующие формы как при I стадии алкоголизма, так и при случайном однократном употреблении алкоголя:
- Эпилептоидное опьянение (дисфорический вариант) — даже при лёгких степенях опьянения на место эйфории приходят черты более тяжёлых стадий опьянения — подавленность, склонность к агрессии и поиски ссоры, злоба, придирчивость, недовольство, аффективная вязкость[1][8]. В подобном состоянии опьянения человек склонен вести однообразные по содержанию, неприятные для окружающих долгие разговоры[8]. Встречается, как правило, после черепно-мозговых травм, у лиц с расстройствами личности, на поздних стадиях алкоголизма[1].
- Опьянение с параноидной настроенностью (параноидный вариант) — при котором наблюдается подозрительность к окружающим, мнительность, неадекватность в толковании поступков и высказываний окружающих[1]. Встречается при импульсивном и параноидном расстройствах личности (ранее называемых эпилептоидной и паранойяльной психопатиями), у примитивных личностей (особенно если они страдают алкоголизмом)[1]. Редко возникают несистематизированные идеи отношения[8]. Возможны отдельные вербальные (слуховые) иллюзии[8].
- Опьянение с чертами дурашливости (гебефренный вариант) — наблюдается дурашливость, детскость поведения, кривляния, паясничанье, стереотипии, неуместные шутки, буйство и тому подобное[1][8]. Встречается у подростков и при латентных шизофренических расстройствах[1].
- Опьянение с истерическими чертами (истерический вариант) — демонстративные попытки самоубийства, имитация сумасшествия, поведение от дурашливого до нарочито возбуждённого, бурные сцены отчаяния, проявление театрализованных горестных эмоций. Чрезмерное самовосхваление может резко сменяться самообвинениями[8]. Могут присутствовать примитивные моторные реакции: астазия/абазия, истерические припадки[8]. Наблюдается у лиц с истерическим расстройством личности (ранее называемым истероидной психопатией)[1].
- Опьянение с преобладанием депрессивного аффекта — эйфория в начале опьянения непродолжительна или вовсе может отсутствовать[8]. Преобладает подавленное настроение различных оттенков — с чувством безысходности, угрюмостью, тревогой, ощущением острой тоски. Высока вероятность суицида в опьянённом состоянии[8].
- Опьянение с эксплозивностью — после недолгого периода эйфории по ничтожному поводу внезапно происходит взрыв недовольства, раздражения и гнева, с соответствующими изменениями высказываний и поведения[8]. Подобные состояния непродолжительны и сменяются относительным успокоением и даже благодушием[8].

## Патологическое опьянение
Патологическое опьянение — относительно редкое, острое транзиторное расстройство психики в форме сумеречного помрачения сознания.
Различают эпилептоидное патологическое опьянение (с двигательным возбуждением, сопровождаемым аффектом гнева, слепой ярости, страха, с агрессией и разрушительными действиями) и параноидное (галлюцинаторно-бредовое) патологическое опьянение, которое сопровождается галлюцинаторно-бредовыми расстройствами.

## Юридический аспект
Древнегреческий политический деятель Питтак, один из знаменитых Семи мудрецов, во время своего правления на острове Лесбос установил закон об удвоенном наказании за проступок, совершённый в состоянии алкогольного опьянения. Среди современных правоведов нет единого мнения о том, стоит ли считать алкогольное опьянение отягчающим обстоятельством. По умолчанию состояние алкогольного опьянения не освобождает от юридической ответственности и не является смягчающим вину обстоятельством.

## Алкогольное опьянение у животных
Как выяснили ученые из Мэрилендского университета, речные раки реагируют на алкоголь почти так же, как и люди. В ходе эксперимента животных поместили в резервуары с разбавленным спиртом — от 0,1 до 1 моля на литр воды — и снимали их поведение на камеру. Сначала раки агрессивно перемещались по резервуару на выпрямленных ногах, а затем начали вращать хвостами. По мере опьянения они утрачивали контроль над собой и под конец просто перекатывались, лёжа на спине. Ракам, которых перед началом эксперимента на протяжении недели содержали в одиночестве, требовалось почти в полтора раза больше времени, чтобы сильно опьянеть, чем их собратьям, жившим в группе.

## Лечение алкогольного опьянения
Лечение отравления алкоголем обычно включает поддерживающий уход, в то время как тело само избавляется от алкоголя. Обычно это включает:
- Тщательный уход
- Предотвращение проблем с дыханием или удушья[источник не указан 2361 день]
- Оксигенотерапия (лечение кислородом)[источник не указан 2361 день]
- Детокс-Коктейль (восстанавливающий напиток)[источник не указан 2361 день]
- Лимфодренажный массаж[источник не указан 2361 день]
- Инфузионная терапия (внутривенные вливания)
- Использование витаминов и глюкозы для предотвращения серьезных осложнений от алкогольного отравления

Взрослым и детям, которые случайно потребляли метанол или изопропиловый спирт, может потребоваться гемодиализ — механический способ фильтрации отходов и токсинов из системы — ускорить удаление алкоголя из их кровотока.
С целью более интенсивного удаления токсиканта из организма используются различные методы ускоренной детоксикации, такие как форсированный диурез (медикаментозное усиление мочеотделения), очищение желудочно-кишечного тракта (промывание желудка, введение слабительных средств, энтеросорбентов, кишечный лаваж), экстракорпоральные методы внепочечного очищения организма (гемодиализ и его модификации, гемосробция, перитонеальный диализ, плазмаферез и т.д.).